# Kleggie Hermsen
Pour les articles homonymes, voir Hermsen.
Clarence Henry « Kleggie » Hermsen, né le 12 mars 1923, à Hill City, décédé le 2 mars 1994, est un joueur américain de basket-ball. Il évolue durant sa carrière aux postes d'ailier fort et de pivot.

## Palmarès
- Champion ABL 1942
- Champion NBL 1944, 1945
- Champion BAA 1948